# Берёза Юнга
Берёза Ю́нга (лат. Bētula pēndula 'Youngii') — медленнорастущее растение с шарообразной кроной, культивар берёзы повислой (Betula pendula) семейства Берёзовые.
Достигает в высоту не более 6 м. Имеет живописную крону с тонкими веточками, которые свисают до самой земли, из-за чего эту берёзу часто называют «плакучей». Используется в садоводстве и ландшафтном дизайне.